# 대전 블루스 (영화)
《대전 블루스》는 2020년에 개봉한 대한민국의 영화이다.

## 캐스팅
- 반민정  : 강수연 박사 역
- 이지현 : 조소영 박사 역
- 현석  : 병원장 역
- 이종국  : 민두홍 목사 역
- 이경민  : 서지인 역
- 안도규  : 장기현 역
- 최용진  : 장철구 역
- 현서영  : 김 간호사 역
- 정현우  : 남자친구 역
- 김영희  : 원숙향 역
- 이종윤  : 금 사장 역
- 김선호  : 박 권사 역
- 곽유평  : 김 형사 역
- 안태준  : 박 형사 역
- 배재성  : 남자간호사 1 역
- 차정엽  : 남자간호사 2 역
- 오준성  : 남자간호사 3 역
- 정주영  : 지인 아빠 역
- 박철홍  : 지인 남동생 역
- 서윤석  : 원무과직원 1 역
- 문서인  : 원무과직원 2 역
- 김채린  : 어린 소영 역
- 강종민  : 택시기사 역
- 우기식  : 신도 1 역
- 정영숙  : 신도 2 역
- 리아  : 신도 3 역
- 이희헌  : 경찰 1 역
- 구인후  : 경찰 2 역
- 오지성  : 경찰 3 역
- 이한슬  : 클럽녀 역
- 김민성  : 클럽사람들 역
- 김서영  : 클럽사람들 역
- 김선영  : 클럽사람들 역
- 김소민  : 클럽사람들 역
- 김소정  : 클럽사람들 역
- 김진수  : 클럽사람들 역
- 박상준  : 클럽사람들 역
- 서지현  : 클럽사람들 역
- 손호영  : 클럽사람들 역
- 밴가리또  : 클럽사람들 역
- 송채린  : 클럽사람들 역
- 안지수  : 클럽사람들 역
- 오대윤  : 클럽사람들 역
- 오정민  : 클럽사람들 역
- 오준성  : 클럽사람들 역
- 유인재  : 클럽사람들 역
- 유지선  : 클럽사람들 역
- 윤준식  : 클럽사람들 역
- 이예성  : 클럽사람들 역
- 이유진  : 클럽사람들 역
- 이정민  : 클럽사람들 역
- 이찬희  : 클럽사람들 역
- 차준서  : 클럽사람들 역
- 최서윤  : 클럽사람들 역
- 한유진  : 클럽사람들 역
- 한찬엽  : 클럽사람들 역
- 황준혁  : 클럽사람들 역
- 김경애  : 한화 응원하는 사람들 역
- 김성호  : 한화 응원하는 사람들 역
- 김용호  : 한화 응원하는 사람들 역
- 민인기  : 한화 응원하는 사람들 역
- 김영리아  : 한화 응원하는 사람들 역
- 소상영  : 한화 응원하는 사람들 역
- 송미경  : 한화 응원하는 사람들 역
- 장석우  : 한화 응원하는 사람들 역
- 장영하  : 한화 응원하는 사람들 역
- 조영선  : 한화 응원하는 사람들 역
- 길해웅  : 한화 응원하는 사람들 역
- 허인영 : 지인 엄마 역 (우정출연)